# 岡田良治
岡田 良治（おかだ りょうじ、1971年9月21日 - ）は、日本の元スタントマン、元俳優。埼玉県出身。かつてはジャパンアクションエンタープライズに所属していた。趣味はギター、特技は空手道。

## 出演

### 映画
- 陰陽師（2001年） - アクション
- 仮面ライダーシリーズ
  - 劇場版 仮面ライダーアギト PROJECT G4（2001年）
  - 劇場版 仮面ライダー龍騎 EPISODE FINAL（2002年）
  - 劇場版 仮面ライダー555 パラダイス・ロスト（2003年） - ライオトルーパー、オルフェノク

### テレビドラマ
- 特捜ロボ ジャンパーソン 第45話（1993年 - 1994年）
- 八代将軍吉宗（1995年）
- 仮面ライダーシリーズ
  - 仮面ライダーアギト（2001年 - 2002年）
  - 仮面ライダー龍騎（2002年 - 2003年） - 仮面ライダーシザース[2]、ミラーモンスター、メガゼール[3]、仮面ライダー龍騎（代役）[3]
  - 仮面ライダー555（2003年 - 2004年） - オルフェノク、ライオトルーパー、仮面ライダーカイザ（代役）